# Guillermo París Sanz de Santamaría
Guillermo París Sanz de Santamaría (Bogotá, 24 de junio de 1820 - Bogotá, 8 de diciembre de 1867) fue un empresario colombiano, pionero de la industria de transporte de pasajeros en su país.

## Biografía
Nació en Bogotá el 24 de junio de 1820 en el hogar del coronel Mariano París Ricaurte y de María Francisca Sanz de Santamaría Ricaurte.
Guillermo París había contraído matrimonio en Bogotá el 8 de mayo de 1859 con María Micaela Frade Páez, única heredera de José María Chacón y Montes, rico propietario de Sopó. Fueron padres de María Cristina, Adela, Jorge, Guillermo y Enrique París Frade.
Falleció en Bogotá el 8 de diciembre de 1867.

## Empresas

### Desagüe de la Laguna de Siecha
Luego del frustrado intento que habían adelantado con su empresa el general Francisco de Paula Santander, José Miguel Pey, Bruno Espinosa y los hermanos Pedro y Miguel Tovar; Guillermo París Sanz de Santamaría constituyó en 1856 una sociedad dedicada a desaguar la Laguna de Siecha, con el fin de extraer los tesoros que distintas leyendas referían que se hallaban en el fondo del agua. Con sus socios Rafael Chacón y los hermanos Bernardino y Joaquín Tovar, logró un desagüe parcial que les permitió hallar varias piezas de oro y esmeraldas, destacándose la Balsa de Siecha, que se describe como muy similar a la reconocida Balsa Muisca, que terminó en manos de Leo Kopp, que la vendió en Alemania a coleccionistas.

### La Compañía de Ómnibus y Transportes
El presidente José Hilario López contrató por medio de su secretario de Mejoras Internas, Victoriano De Diego Paredes, la construcción de la primera vía de Colombia, por el camino de mulas entre Bogotá y Facatativá, para mejorar el tránsito para el gran volumen de personas y mercancías que por fuerza pasaban por allí, como ruta obligada de los usuarios del río Magdalena. Culminada la obra, Guillermo París vio que era posible ofrecer el servicio público de transporte tal como se prestaba en París, Londres, Nueva York y Filadelfia. Por tal motivo, arriesgó su capital e importó cuatro de los ómnibuses producidos en la fábrica John Stephenson Company en Nueva York, para iniciar la primera empresa seria de carruajes en Bogotá. La Embajada de la Nueva Granada en Estados Unidos, anunció oficialmente el 4 de diciembre de 1852, que el despacho de la importación de los ómnibuses estaba por efectuarse, y recomendó el loable interés del señor París en el progreso de su Patria.
Previo a la iniciativa de París, el general José María Gaitán Rodríguez había ensayado el sistema de transporte mediante tres ejemplares sencillos, lo que le permitió a Guillermo París concluir que el servicio público exigía ómnibuses con las mejores condiciones posibles; llegando a ser los 'Azucena', 'No me olvides', 'Rosita' y 'Trinitaria' los de más altas especificaciones en decoración, espejos y linternas; siendo su entrada en operación la que generalizó el uso de coches en Bogotá, ciudad que según Isidoro Laverde, había sido hasta entonces un municipio ajeno a todo ruido, cuyas calles empedradas estaban cubiertas de yerba y por las que circulaban apenas los coches del Arzobispo, el Virrey y uno que otro empresario o gobernante.  
El general Rafael Mendoza, presidente del Estado de Cundinamarca, decidió fortalecer la empresa de París ante el positivo impacto de su servicio, llevándola a transformarse en la 'Compañía Anónima de Ómnibus y Transportes', cuya capacidad de oferta llegó a carruajes grandes, medianos y pequeños; coches y victorias; pudiendo conducir este tren de 1 a 80 personas; carruajes en el Hotel de Francia, situado en Los Manzanos; carros fuertes para equipajes; y bestias mulares para los viajes a Villeta. El lema de la empresa era «puntualidad y cumplimiento como siempre».
Para el 1 de marzo de 1866, anunció París la disponibilidad de «un carruaje diario para partir al Hotel a las diez, a 3.20 reales cuando no haya más que un puesto tomado, a 2.80 cuando haya dos puestos, a 2.40 si hubiere tres puestos, y a 2 reales de cuatro para arriba. Si por alguna circunstancia no pudiere despacharse el carruaje, habiendo uno o dos puestos tomados, estos serán reemplazados con buenos caballos. Cuando en los carruajes se pasen por Cuatro-esquinas y Facatativá hayan puestos desocupados, se demorarán de diez a quince minutos y se avisará que los hay por medio de una corneta o un pito. La agencia en esta ciudad, está situada frente al Puente de San Victorino, la cuarta tienda, número 3».

### El Hotel de Francia
Cubierta la ruta de transporte, que cobraba inicialmente 12 reales por pasajero, don Guillermo París estableció un hotel que denominó "De Francia" pero era popularmente conocido como Los Manzanos por estar ubicado en el sitio de ese nombre, y se le describió por cómodo y bien servido dando allí un descanso confortable a los pasajeros procedentes del río Magdalena. «Se llegaba a él a caballo, viniendo de Honda, se dejaban los zamarros y vestidos a la usanza citadina, los viajeros tomaban el ómnibus para Bogotá en tanto que el equipaje iba en carretera de bueyes. De la capital regresaba el vehículo a las 10 a.m. y llegaba a Los Manzanos a las 5 p.m.»
Un interesante relato de un explorador extranjero, rescatado por José Caicedo Rojas, detalló su experiencia del viaje en ómnibus hasta Los Manzanos: Animación y movimiento en la Plazuela de San Victorino. Varios óminbus y algunas berlinas particulares aguardaban la hora de partir, llenos de gente. Diferentes grupos y familias formaban corros variados; los criados traían equipajes; gente de a pie y a caballo, viajeros y curiosos llenaban la plazuela, dando vueltas; cargamentos por un lado, carros por otro, bestias ensilladas, y aguadoras. Excelente viaje hasta cuatro esquinas, donde pararon los ómnibus. Todos van saliendo entumecidos; los niños se despiertan; las criadas preparan los fiambres; Se me figuraba la salida de la familia de Noe cuando el arca quedó en seco, porque vi desfilar perros, loros, canastas, maletas, paraguas y gente de todas edades. Muy buen viaje hasta el hotel de Francia o sea de Los Manzanos; empresa combinada, según parece, con la de los ómnibus. Confortable casa al pie de la subida de El Roble, que será una posada europea cuando esté arreglado del todo este útil establecimiento. José María Cordovez relató en sus Reminiscencias de Santa Fe de Bogotá que el Hotel fue reinaugurado en 1860 y se posicionó como el mejor alojamiento de Facatativá.
Con el fortalecimiento mencionado que el Estado de Cundinamarca le dio a la empresa de París, este ofreció en el Hotel carruajes grandes i pequeños, lo mismo que caballos para silla, para que todas las personas puedan llegar allí con la seguridad de encontrar todo lo necesario i de poder continuar su viaje a la hora que a bien tengan. La asistencia será esmerada y a precios módicos, valiendo un almuerzo dos reales, una comida tres reales, un refresco un real, i un cuarto con cama aseada dos reales. En el Hotel hay billar, dominó, ajedrez, sala de lectura & además de los ómnibus se encuentran en la agencia carruajes medianos i pequeños ... también coches para seis personas. Este fortalecimiento popularizó la costumbre, entre los bogotanos más pudientes, de hacer el week-end en Los Manzanos.

### Destino de las empresas
A don Guillermo París lo sorprendió la muerte a los 47 años, quedando viuda María Frade con 32 años y huérfanos sus seis hijos que estaban entre los diez años y seis meses de edad. Su hermano Aurelio París asumió las diligencias de liquidación de los bienes de su mortuoria, vendiendo la empresa de ómnibus a don Ignacio Osorio Ricaurte, quien la continuó por un tiempo y la pasó a manos de su hermano Evaristo, prevaleciendo a la fecha el ómnibus Rosita, que operó hasta 1897 y hoy existe como reliquia en un destacado Restaurante y lugar de eventos del municipio de Chía.
En cuanto al Hotel de Los Manzanos, la demanda instaurada en 1905 por Pastor Rubio contra Octavio Forero por la transacción de permuta de esta propiedad, la define como "una casa alta y baja" colindando "por el norte, con el camellón, camino nacional; este de por medio, con casa de Brígida de Torres; por el Oriente, calle de por medio, con casa de los herederos de Antonio Sánchez; por el Sur, con la calle de los Madereros, o sea del Hospital, de por medio, con terrenos del Ferrocarril de La Sabana; por el Occidente, con casa y solar de la familia Sánchez y Solar del doctor Florentino Angulo". Entre los motivos de la demanda, se acusa que la casa "fue habitada por mas de tres años, hasta diciembre de 1904, por una familia que padece de lepra".   
De acuerdo con el historiador Roberto Velandia Rodríguez en su Enciclopedia Histórica de Cundinamarca, en 1972 funcionaba en Los Manzanos el Restaurante Antioquia. Las memorias de Borda editadas en 1974, refieren las instalaciones del antiguo hotel como una casona abandonada de la Sabana. De acuerdo a reciente versión de la Academia de Historia de Cundinamarca, la edificación fue demolida en los años ochenta.